# Toepen
Toepen är ett nederländskt kortspel som ofta förekommer på barer och andra nöjesinrättningar, där man som regel spelar om vem som ska betala för nästa omgång dryckesvaror. 
En kortlek med 32 kort (utan 2:or till och med 6:or) används. I varje giv spelar man om fyra stick, och spelet går ut på att ta hem det sista sticket. Den som gör det vinner given, medan alla de andra spelarna är förlorare och blir bestraffade med minuspoäng. I utgångsläget rör det sig om –1 poäng, men under pågående giv får vilken spelare som helst knacka i bordet, vilket innebär att straffet för förlorarna höjs till –2 poäng. De andra spelarna har då att välja på att lägga sig och direkt få –1 poäng, eller fortsätta och riskera att få –2 poäng. Det är tillåtet att knacka flera gånger under samma giv, men inte två gånger i rad av samma spelare. För varje gång ökas straffet på med ytterligare –1 poäng.
En spelare som nått –15 poäng eller mer får lämna spelet, och den som sist är kvar är spelets vinnare. Alternativt spelar man med regeln att den som först kommer till –15 poäng eller mer är spelets förlorare.